# Heber Springs
Heber Springs – miasto w Stanach Zjednoczonych, w stanie Arkansas, siedziba administracyjna hrabstwa Cleburne.